# 天象论

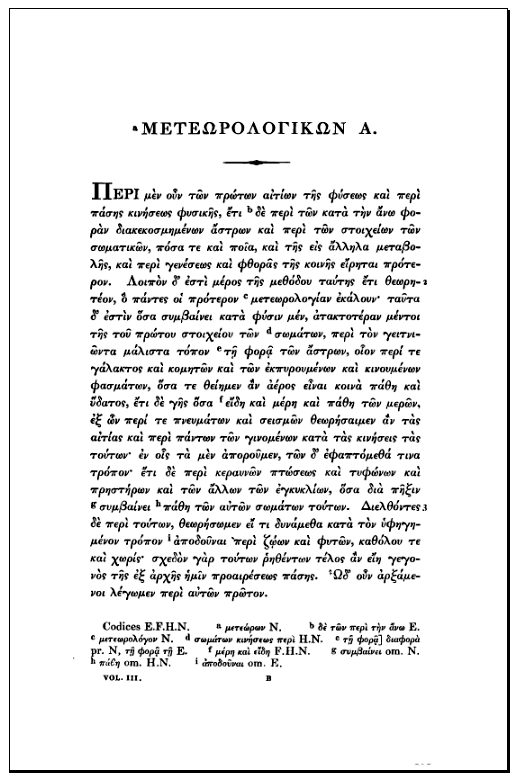
天象論第一頁

Meteorologica

《天象論》（又譯氣象匯論，希臘文περί μετεωρολογικά、拉丁文meteorologica），亞里士多德著作，四卷（貝克爾編號338a-390）。注釋者：亞芙洛第的亞力山大（希臘文）、科爾多瓦的阿威羅伊（阿拉伯文）、托馬斯·阿奎納（拉丁文）。